# Raging Abe Simpson and His Grumbling Grandson in «The Curse of the Flying Hellfish»
«Raging Abe Simpson and His Grumbling Grandson in „The Curse of the Flying Hellfish“» (с англ. — «Яростный Эйб Симпсон и его ворчливый внук в фильме „Проклятие летучих пираний“») — двадцать второй эпизод седьмого сезона мультсериала «Симпсоны». Премьера эпизода состоялась на телеканале Fox 28 апреля 1996 года.

## Сюжет
Отношения между Эйбом и Бартом испортились во время проведения Дня Прародителей в Спрингфилдской начальной школе, где дедушка сначала всех перебивал, а потом стал утверждать, что изобрёл «тубзик», что настроил кошек и собак друг против друга, и что Вильгельм II украл слово «двадцать». Тем самым он выставил Барта на посмешище.
Вернувшись в дом престарелых, Дедушка получил известие, что Айса Фелпс, один из бойцов, которые служили под его командованием в армии, в отряде «Летучие пираньи», во время Второй мировой войны, скончался. Дедушка в изумлении вскрикнул, что он в шаге от сокровищ. На похоронах усопшего дедушка встретил мистера Бёрнса. Они показали друг другу свои ключи, а после того, как преподобный Лавджой уехал, открыли ими сейф в памятном обелиске «Летучих пираний», чтобы вычеркнуть Фелпса из списка. Оказалось, что в нём осталось всего два человека — Симпсон и Бёрнс. Мистер Бёрнс сказал, что, несмотря ни на что, он будет верен давнему джентльменскому соглашению и дождётся смерти Симпсона, но, сев в машину, сказал Смитерсу, что Эйба надо убрать.
Для этого он нанял Фернандо Видаля, хитрейшего наёмного убийцу в мире (и заодно наркоторговца). Он пытался убить дедушку несколькими «изощрёнными способами, точными, как игра в шахматы», в том числе — расстрелять его из автомата прямо в доме престарелых, но его прогнала медсестра с дробовиком. После этого Симпсон прибежал просить убежища у своей семьи, которой сказал, что Монтгомери Бёрнс хочет его убить, но он не может сказать почему. Его, разумеется, приютили и поселили в комнате Барта. Дедушка признался внуку, что Бёрнс хочет убить его, потому что хочет завладеть сокровищами. Мальчик не поверил ему, но Эйб, показав морщинистую татуировку на правой руке, символ «Летучих пираний», рассказал ему историю подразделения, которым он командовал, «самого боевого взвода самой боевой роты самого боевого батальона армии».
Бойцами «Летучих Пираний» были Игги Виггам, отец шерифа Виггама, радист Шелдон Скиннер, отец Сеймура Скиннера, Грифф Макдональд, Милтон «Окс» Ньюмэн-Хас, Этч Вестгрин и танкист Арни Гамбл, отец Барни Гамбла. Также во взвод затесалась «паршивая овца», трус и лентяй рядовой Чарльз Монтгомери Бёрнс, которого понизили в звании и отдали в подчинение сержанту Симпсону, несмотря на его деньги и влияние, за то, что он мешал расследованиям Эдгара Гувера. Дедушка также упомянул, что предок Неда Фландерса был командиром (видимо, роты или батальона), хотя его отец был показан битником в следующих сериях. В то же время нигде не упомянуто, что командиром был именно отец Неда Фландерса, так что им мог быть и его дедушка. Однажды, в самом конце войны, отряд взял штурмом старинный немецкий замок. Бёрнс нашёл там прекрасные бесценные картины. Виггам сказал, что они не имеют права мародёрствовать, и сержант Симпсон потребовал у Бёрнса оставить картины. Но Бёрнс уговорил их, что лучше не оставлять их тем, кто весь день стрелял по ним, а оставить себе, но так, чтобы воспользоваться ими можно было лишь спустя много лет, когда их уже не будут искать. После этого они, по предложению того же Бёрнса, заключили особый договор, тонтину. Окс всем объяснил, что это когда всё получает тот, кто последний остался в живых. Картины спрятали в большой металлический сейф до той поры. К несчастью, первым умер как раз Окс — надорвался, когда выносил этот сейф из замка. Теперь, спустя много лет, из всего отряда в живых остались лишь бывший командир, сержант Симпсон, и рядовой Бёрнс.
Дедушка закончил свой рассказ, но Барт посчитал эту историю очередной выдумкой Эйба. Но едва он лёг спать, как Бёрнс при помощи специального механизма прорезал дыру в стене его комнаты и проник в неё на подъёмнике. Он потребовал ключ у Симпсона, и тот беспрекословно его отдал. Поверив в историю дедушки, Барт запрыгнул в подъёмник и попросил бывшего рядового, чтобы тот взял его с собой, но он отказался, сказав, что борцы за права детей и так у него на хвосте. Случайно сломав ещё одну стену, Бёрнс отправился за сокровищами. Дедушка уже признал своё поражение, когда Барт показал ему оба ключа, которые он украл из кармана мерзавца, и убедил в том, что, несмотря на все происки Бёрнса, получить сокровища должны они.
Они с лопатой и киркой поспешили на кладбище, к тому самому обелиску «Летучих пираний». Эйб всунул последние два ключа, а после этого повернул их. Это привело в действие механизм. В глазу пираньи, вырезанной на вершине обелиска, появился фонарь, который, как сказал дедушка, укажет им, где копать. Однако, к их разочарованию, он показал на место посреди озера. Дедушке пришлось «одолжить» катер Неда Фландерса, который тот с готовностью отдал, предоставив себе и своей семье возможность покататься в спасательной шлюпке. Барт же в это время «одолжил» акваланги. Заполучив всё необходимое, они понеслись к обозначенному фонарём месту. Там Барт нырнул в воду с аквалангом, польщённый тем, что по словам дедушки, он мог бы стать сержантом «Летучих пираний». Мальчик нашёл сейф и привязал к нему трос. После этого дедушка при помощи подъёмного крана поднял его вместе с сейфом. Но, как только они взломали сейф и увидели, что картины в целости и сохранности, свет фонаря потух. Барт зажёг файер, который осветил появившегося на палубе мистера Бёрнса, вооружённого пистолетом. Он поблагодарил их за то, что они сделали всю самую тяжёлую работу. После этого Смиттерс подплыл к ним на другом катере, и Бёрнс передал ему все шедевры. Подлец уже развернулся, чтобы уйти, но тут Барт крикнул ему в спину, что он "трус и позор на голову «Пираний». После этого Бёрнс приставил ему пистолет к голове, но дедушка взмолился, чтобы тот не убивал его внука. Несмотря на это, Бёрнс ударом ноги втолкнул Барта в сейф, тот закрылся и упал в озеро, а Монтгомери, уплывая на катере, издевательски крикнул, что они с сержантом Симпсоном ещё увидятся на Дне ветеранов в ноябре.
Эйб, не раздумывая, надел акваланг и прыгнул за внуком. Барту удалось в затапливаемом сейфе задержать дыхание до тех пор, пока дедушке не удалось его открыть, после чего он всунул внуку в рот дыхательный аппарат. Они всплыли и залезли в катер, после чего отправились в погоню за Бёрнсом. Смитерс заметил это и сказал, что их катер слишком медленный, надо от чего-то избавиться, чтобы облегчить его. Монтгомери многозначительно посмотрел на своего помощника. Смитерс отдал ему честь и прыгнул в воду. Несмотря на это, Барт и дедушка настигли негодяя, после чего Эйб из гарпунного ружья попал его катеру в корму. Хотя дедушка упал в воду, он смог по тросу залезть в катер Бёрнса. Завязалась драка, и катер вылетел на берег. Два ветерана вывалились на песок, и Бёрнс взмолился о пощаде. После этого дедушка гневно сказал, что просто хочет посмотреть, как Бёрнс будет трусливо корчиться. Тот воспринял это как команду и приступил к исполнению.
В это время как раз подплыл Барт, и на глазах у внука сержант Симпсон выгнал рядового Бёрнса из состава «Летучих пираний» за нападение на старшего по званию и отправил навсегда в запас, а, значит, лишил его права на картины. После этого дедушка стал последним членом отряда и, соответственно, владельцем сокровищ, и принял поздравления от внука, который как раз начал вытаскивать шедевры живописи из катера Бёрнса. Но тут подъехала полиция, которая немедленно изъяла картины. Оказывается, правительство США 50 лет искало их, чтобы вернуть в Германию. Полицейские, чтобы «избежать международного скандала», немедленно передали их законному владельцу, барону фон Харценбергеру, молодому парню с длинными волосами, завязанными хвостом, потомку тех, у кого «Летучие пираньи» когда-то украли эти шедевры. Барон затянулся сигаретой, выслушивая извинения полицейских, после чего обозвал их тупицами и легкомысленно потребовал положить картины в багажник его спортивной машины. Затем он умчался прочь, чтобы успеть на концерт группы Kraftwerk в Штутгарте.
Дедушка и внук печально посмотрели ему в след. Эйб вздохнул и сказал, что, возможно, этот парень заслуживает их больше, но, по крайней мере, ему удалось доказать Барту, что он не всегда был старым маразматиком. Барт в восхищении ответил, что его дедушка никогда не был маразматиком. После этого дедушка и внук обняли друг друга. Серия закончилась умилительной сценой, если не считать того, что барон фон Харценбергер, проезжая мимо, заметил, что такими вещами неприлично заниматься на улице.

## Создание эпизода
Сценаристу эпизода Джонатану Коллеру пришла в голову мысль о создании сюжета после прочтения нескольких историй о потерянных сокровищах. История превратилась в эпизод с участием Эйба и Бёрнса, также он дал сценаристам возможность представить родственников некоторых из второстепенных персонажей. Другие члены отряда «Летучие Пираньи» были основаны на стереотипных героях фильмов о войне. Идея договора пришла от Билла Оукли, которому пришла в голову мысль взять что-нибудь из «старых эпизодов сериала „Барни Миллер“». Коллер первоначально назвал отряд Эйба «Воинственные Пираньи», но позднее переименовал в «Летучих Пираний». Логотип отряда был разработан для первого названия и не изменился, когда изменилось имя отряда.
Контролирующий создание эпизода режиссёр Дэвид Сильверман описывает работу режиссёров над эпизодом «удивительно блестящей». Режиссёр Джеффри Линч получил помощника Брэда Бёрда, с которыми он работал на многих сложных этапах режиссирования. Линч до этого не работал с эпизодами и был в состоянии уделять много времени работе над ним. Он раскадрировал большинство сцен сам. Эпизод содержит больше спецэффектов, чем обычный эпизод «Симпсонов», над многими работал аниматор Декстер Рид. Другими аниматорами, которые работали над эпизодом, были Крис Клементс, Эли Лестер, Джеймс Пурдум, Джеймс Пердум, Томми Техеда и Орландо Баеса.

## Культурные отсылки
Большая часть сцен-воспоминании основана на серии комиксов DC Comics «Сержант Рок» и на комиксах Вилла Эйснера «Дух», более известным под Marvelовским «Сержантом Фури и его Ревущими Коммандос…». Многие картины в эпизоде изображают реальные картины, которые пропали без вести во время Второй мировой войны. Аниматоры ссылались на книгу о потерянном искусстве. Другие культурные ссылки в эпизоде: воспоминания Эйба о его схватке со смертью в Спрингфилдском доме престарелых, которая является отсылкой на возвращение Дороти в Канзас в сказке «Удивительный волшебник из страны Оз»; сцена, где Эйб пытается убить Гитлера, основана на романе «День Шакала».